# 孟德新書
《孟德新書》，羅貫中在《三國演義》中称是曹操所編著的兵法書籍，仿照《孫子兵法》13篇而寫作，皆為用兵之要法，共14篇。張松看完此書後，說是戰國時無名氏所作。曹操知道後說：「莫非古人與我暗合否？」令扯碎其書燒之。
事实上，该书并非杜撰，而是真实存在的。曹操曾經抄寫各家兵書，命名《接要》，此外還將自身抄寫的兵法交給麾下戰將作為借鑒。唐太宗与名将李靖的对话《李卫公问对》也提到了“曹公《新书》”。如今已失传。
1. ↑  孫盛《異同雜云》：博覽群書，特好兵法，抄集諸家兵法，名曰《接要》。
《三国志·武帝纪》：“自作兵书十万馀言，诸将征伐，皆以新书从事。”